# شهرستان کلمبیا (اورگن)
شهرستان کلمبیا، اورگن (به انگلیسی: Columbia County, Oregon) شهرستانی در ایالات متحده آمریکا است که در اورگن واقع شده‌است.

## خصوصیات
شهرستان کلمبیا ۱٬۷۸۱٫۹۲ کیلومترمربع مساحت دارد.